# Объединение в поддержку республики
Объединение в поддержку республики (ОПР, фр. Rassemblement pour la République, RPR) — правая голлистская консервативная политическая партия Франции, действовавшая с 1976 по 2002 годы. Основана Жаком Шираком 5 декабря 1976 года на базе более ранней голлистской партии Союз демократов в поддержку республики (UDR) и позиционировала себя как наследница голлистской политики. В 1970-х—1990-х годах одна из двух основных сил во французской политике наряду с Социалистической партией.
В 2002 году консервативные силы, поддерживавшие Жака Ширака, основали Союз за президентское большинство (фр. Union pour la majorité présidentielle, UMP) для подготовки парламентских выборов. 21 сентября 2002 года RPR и UMP объединились под названием Союз за народное движение (UMP).

## История

### Президентство Жискара д’Эстена (1976—1981)
В 1974 году разногласия в голлистском движении привели к тому, что кандидат голлистов занял лишь 3-е место и не вышел во второй тур. Новым президентом Французской Республики был избран давний союзник голлистов независимый республиканец Валери Жискар д'Эстен, министр экономики и финансов двух последних голлистских кабинетов (1969—1974). Лидер проевропейских правоцентристов, он стал первым неголлистом, возглавившим Францию с начала Пятой республики в 1958 году. Однако голлистская партия осталась главной силой в парламенте и новым премьер-министром был назначен голлист Жак Ширак, на президентских выборах поддержавший не официального кандидата своей партии, Жискар д’Эстена. Ширак ушёл в отставку в августе 1976 года, а в декабре того же 1976 года было создано Объединение в поддержку республики (RPR) с целью восстановить контроль голлистов над институтами Французской республики. Именно Ширак стал лидером новой партии.
Хотя RPR и по прежнему поддерживало президентское правительство, голлисты критиковали президента Жискара д’Эстена и его премьер-министра Раймона Барра. Первым большим успехом Ширака стала его победа на первых со времён Французской революции 1789 года выборах мэром Парижа в марте 1977 года над кандидатом независимых республиканцев Мишелем д’Орнано, близким друга президента Жискара д’Эстена. В 1978 году несколько правоцентристских партий и политиков, поддерживающих президента Жискара д’Эстена, создали альянс Союз за французскую демократию (UDF), решив оспорить лидерство голлистов на правом фланге. И на парламентских выборах того же 1978 года RPR во главе с Шираком пришлось бороться не только за победа над левыми, но и за своё доминирование RPR над UDF в парламентском большинстве. В результате голлисты получили 150 мест в Национальном собрании из 491, а правоцентристы — 124.
Учитывая растущую непопулярность Жискара д’Эстена и Барра и в преддверии следующих президентских выборов, RPR становилась всё более критической по отношению к исполнительной власти. В декабре 1978 года, за шесть месяцев до первых в истории выборов в Европейский парламент, Ширак осудил «партию иностранцев», которая пожертвовала национальными интересами и независимостью страны ради построения федеральной Европы. Эти обвинения явно былы направлено против Жискар д’Эстена и его проевропейской политики. Лидеры RPR представили это как исходящую из социальной доктрины голлизма в противовес либерализму со стороны президента. Первые в истории Франции европейские выборы завершились победой UDF (27,6 % голосов и 25 мест из имеющихся у Франции 81).
Будучи кандидатом RPR на президентских выборах 1981 года, Ширак решительно осудил президента Жискара д’Эстена, который баллотировался на второй срок. Выбыв в первом туре, Ширак, хотя и сказал в частном порядке, что будет голосовать за Жискар д’Эстена, отказался официально поддержать его во втором туре. Более того, со временем стало известно о том, что за несколько дней до выборов Ширак тайком заключил избирательный пакт с социалистами. В результате новым президентом стал социалист Франсуа Миттеран, во втором туре получившего поддержку от кандидата коммунистов Жоржа Марше. Победа левых, первая в истории Пятой республики, положила конец 23 годам правления правых, самому продолжительному периоду политической преемственности во Франции со времен Старого режима.

### Президентство Миттерана (1981—1995)

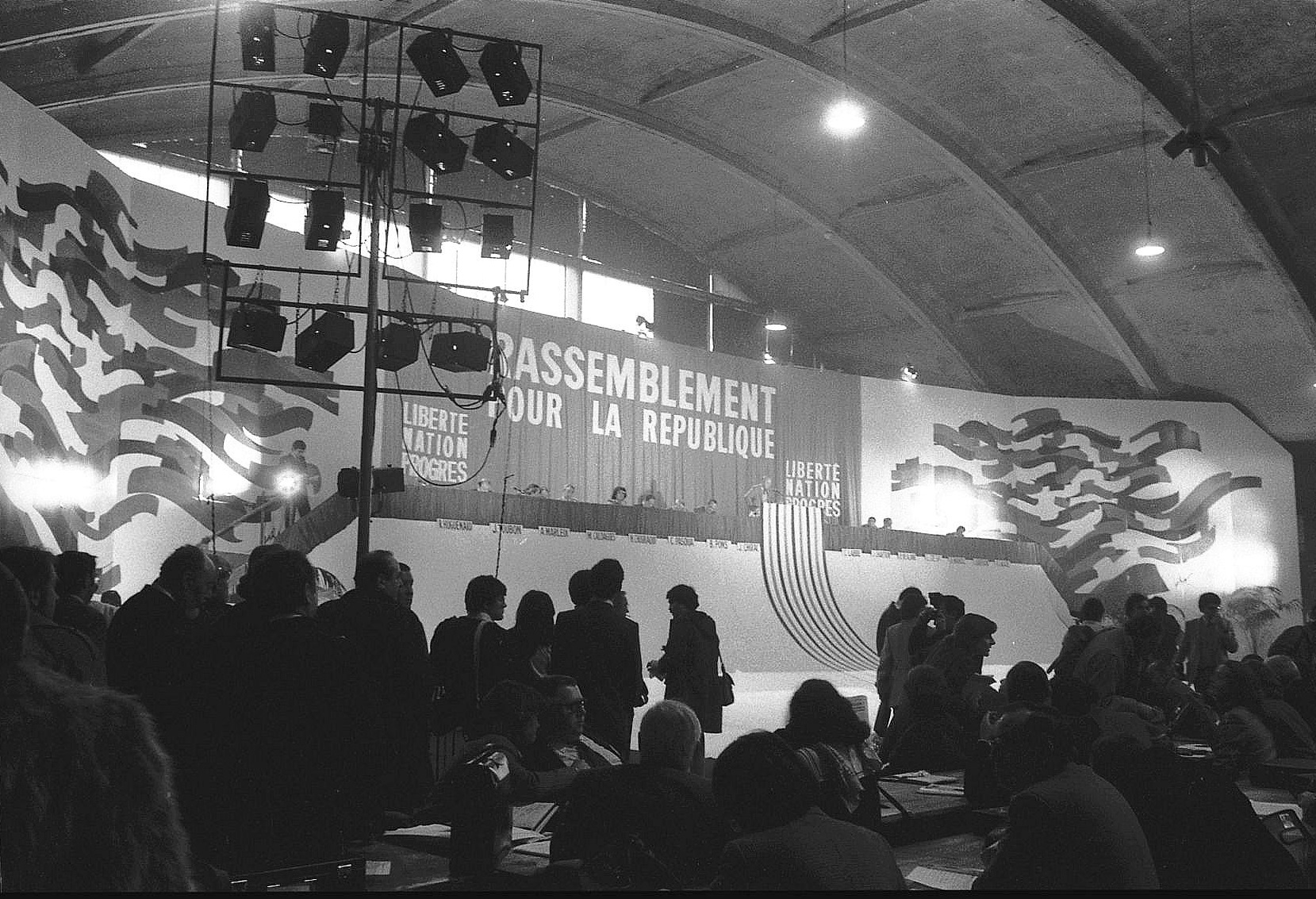
Собрание RPR в Тулузе (1982).

После 1981 года RPR энергично выступила против политики президента-социалиста Франсуа Миттерана и левого правительства. RPR осудила предложенный социалистами план национализации как создание «коллективистского общества». Под впечатлением от электоральных успехов американских «новых правых» Рональда Рейгана и британских консерваторов Маргарет Тэтчер, Ширак решился отказаться от доктрины Де Голля, основанной на дирижизме, этатизме, патернализме и суверенизме. На своём съезде 1983 года RPR выступила за либеральную экономическую программу и стремление к европейскому строительству, принимая наднациональность.
Эта новая политическая линия способствовала сближению RPR и UDF, что позволило обеим партия сформировать общий список на выборах в Европейский парламент 1984 года и платформу для подготовки к парламентским выборам 1986 года. В результате, сложившаяся правоцентристская коалиция одержала победу в обеих кампаниях. Однако возникло соперничество между Жаком Шираком и Раймоном Барре, которые боролись за лидерство на правом фланге в ожидании предстоящих президентских выборов. Более того, пока правая коалиция извлекала выгоду из неудач социалистической власти, она столкнулась с усилением Национального фронта Жан Мари Ле Пена на крайнем правом фланге. RPR разделилась по поводу возможности союза с этой партией.
В 1986 году, будучи лидером главной партии нового парламентского большинства и приняв принцип «сожительства» с президентом Миттераном (в отличие от Барре), Ширак снова стал премьер-министром. Он проводил либеральную экономическую политику, вдохновленную англосаксонской неолиберальной моделью, продавая компании, национализированные социалистами, и отменив налог на богатство. Его министр внутренних дел Шарль Паскуа проводил политику ограничения иммиграции. На президентских выборах 1988 года Ширак выставил свою кандидатуру против Миттерана (демонстративно называвшего его во время теледебатов «господин премьер-министр»), смог, несмотря соперничество со стороны Раймона Барре, выйти во второй тур и проиграл, после чего был вынужден уйти в отставку с премьерского поста и вновь стал лидером оппозиции.
В то время как RPR вернулась в оппозицию, лидерство Ширака внутри партии было оспорено более молодыми политиками, которые хотели возродить правых. Кроме того, отказ от голлистской доктрины подвергся критике со стороны Шарля Паскуа и Филиппа Сегена. В 1990 году они выступили против Ширака и Алена Жюппе, но тщетно. Во время национальных собраних RPR Ширак—Жюппе получили 68 % голосов по сравнению с 31,9 % у Паскуа и Сегена. В 1991 году Паскуа основал суверенистское движение Demain la France и вместе с Сегеном выступал в ходе общенационального референдума против подписания Маастрихтского договора, тогда как Ширак агитировал голосовать «за».
В парламентских выборах 1993 года RPR и UDF участвовали в составе коалиции «Союз за Францию» и победили, получив вместе с другими правыми 485 мест из 577. Ширак отказался снова сожительствовать с Миттераном и премьер-министром стал Эдуар Балладюр, который пообещал, что не будет баллотироваться на президентских выборах 1995 года. Но после того как опросы показали, что Балладюр является фаворитом в президентской гонке, и, кроме того, его поддержали многие правыы политики, в том числе, и в RPR, он решил баллотироваться против Ширака.
Социалисты ослабли после 14 лет президентства Миттерана и основная конкуренция развернулась справа, между двумя неоголлистами, Балладюром и Шираком. Балладюр предложил либеральную программу и воспользовался «положительными результатами» своего кабинета, тогда как Ширак выступал за кейнсианскую экономику, чтобы уменьшить «социальный раскол», и критиковал «господствующие идеи», нацелившись на Балладюра. Предвыборная тактика Ширака оказалась удачной и он смог опередить Балладюра в первом туре, а во втором победил социалиста Лионеля Жоспена.

### Президентство Ширака (1995—2002)
После избрания президентом Франции Жак Ширак назначил Алена Жюппе, «лучшего из нас», по его словам, на пост премьер-министра. При этом, большинство однопартийцев, поддержавших Балладюра во время президентской кампании, были исключены из правительства. Балладюристы (такие как Николя Саркози) также были полностью изолированы в партии.
В ноябре 1995 года премьер-министр Ален Жюппе объявил о плане реформирования французского государства всеобщего благосостояния, в том числе, замораживании заработной платы и отсрочке снижения налогов. Планы правительства спровоцировали серию забастовок, в основном в государственном секторе, которые переросли в крупнейшее во Франции с мая 1968 года общественное движение протеста. Правящий дуэт Ширак—Жюппе стал очень непопулярен и весной 1997 года президент Ширак распустил Национальное собрание. Досрочные выборы его сторонники проиграли, получив 257 мест из 577. В результате Ширак был вынужден сосуществовать с левым кабинетом во главе с Лионелем Жоспеном до 2002 года.
После поражения на выборах Жюппе на посту лидера RPR и её сменил Сеген, недовольный господством президента Ширака над партией. Сеген ушёл в отставку во время европейской кампании 1999 года, когда Паскуа основал партию евроскептиков Объединение за Францию (RPF), отстаивающую голлистскую идею «Европы наций». Паскуа и ещё один бывший соратник Ширака, Филипп де Вилье, создавший свою партию, Движение за Францию (MPF), ещё в 1994 году, пошли на выборы единым списком. В результате, альянс RPF и MPF получил больше голосов, чем официальный список RPR во главе с Николя Саркози, заняв 2-е место и уступив только социалистам. После очередного провала на выборах лидером RPR вопреки воле президента Ширака, который тайно поддерживал малоизвестного кандидата Жана-Поля Делевуа, была избрана Мишель Аллио-Мари, бывший министр молодёжи и спорта. Падению популярности RPR способствовали и многочисленные финансовые скандалы. Например, партия обвинялась в том, что период с 1986 по 1996 год в штаб-квартире RPR1 работали 26 человек, получавших зарплату в мэрии Парижа. В 2001 году RPR потеряла пост мэра Парижа, уступив его левым.
После европейских выборов 1999 года RPR присоединилась к парламентской группе Европейская народная партия — Европейские демократы (EPP-ED) и стала полноправным членом Европейской народной партии (EPP) в декабре 2001 года.
Перед президентскими выборами 2002 года сторонники Ширака объединились в ассоциацию «Союз в движении». После электорального шока 21 апреля 2002 года, когда второе место занял ультраправый политик Жан-Мари Ле Пен, ненамного отстав от Ширака, ассоциация преобразовалась в партию Союз за народное движение (UMP). Во втором туре Ширак, получивший поддержку почти всех политических сил страны, от левых до умеренно правых, был переизбран, а в июне того же года новая партия победила на парламентских выборах, получив 357 мест из 577.
Официально о самороспуске партии Объединение в поддержку республики с последующим слиянием с Союзом за народное движение было объявлено 21 сентября 2002 года.

## Результаты выборов

### Президентские выборы
| Год  | Кандидат  | 1-й тур   | 1-й тур | 1-й тур | 2-й тур    | 2-й тур | 2-й тур | Итог                   |
| Год  | Кандидат  | Голоса    | %       | Место   | Голоса     | %       | Место   | Итог                   |
| ---- | --------- | --------- | ------- | ------- | ---------- | ------- | ------- | ---------------------- |
| 1981 | Жак Ширак | 5 225 848 | 18,00   | 3-е     | N/A        | N/A     | N/A     | Не вышел во второй тур |
| 1988 | Жак Ширак | 6 063 514 | 19,94   | 2-е     | 14 218 970 | 45,98   | 2-е     | Поражение              |
| 1995 | Жак Ширак | 6 348 375 | 20,84   | 2-е     | 15 763 027 | 52,64   | 1-е     | Победа                 |
| 2002 | Жак Ширак | 5 665 855 | 19,88   | 1-е     | 25 537 956 | 82,21   | 1-е     | Победа                 |

### Парламентские выборы
| Год  | Лидер      | 1-й тур   | 1-й тур | 2-й тур   | 2-й тур | Мандаты    | +/−   | Место | Итог      |
| Год  | Лидер      | Голоса    | %       | Голоса    | %       | Мандаты    | +/−   | Место | Итог      |
| ---- | ---------- | --------- | ------- | --------- | ------- | ---------- | ----- | ----- | --------- |
| 1978 | Жак Ширак  | 6 462 462 | 22,62   | 6 651 756 | 26,11   | 150 из 491 | ▼ 33  | 1-е   | Правящая  |
| 1981 | Жак Ширак  | 5 231 269 | 20,81   | 4 174 302 | 22,35   | 85 из 491  | ▼ 63  | 2-е   | Оппозиция |
| 1986 | Жак Ширак  | 3 143 224 | 11,22   | —         | —       | 149 из 573 | ▲ 64  | 2-е   | Правящая  |
| 1988 | Жак Ширак  | 4 687 047 | 19,19   | 4 688 493 | 23,09   | 126 из 577 | ▼ 23  | 3-е   | Оппозиция |
| 1993 | Жак Ширак  | 5 032 496 | 20,08   | 5 741 629 | 28,99   | 242 из 577 | ▲ 116 | 1-е   | Правящая  |
| 1997 | Ален Жюппе | 3 983 257 | 15,65   | 5 714 354 | 22,46   | 139 из 577 | ▼ 103 | 2-е   | Оппозиция |

### Европейские выборы
| Год  | Лидер                      | Голоса    | %     | Мандаты  | +/− | Фракция |
| ---- | -------------------------- | --------- | ----- | -------- | --- | ------- |
| 1979 | Жак Ширак                  | 3 301 980 | 16,31 | 15 из 81 |     |         |
| DEP  |                            |           |       |          |     |         |
| 1984 | Симона Вейль (UDF)         | 8 683 596 | 43,03 | 19 из 81 | ▲ 4 | RDE     |
| 1984 | Вместе с UDF (41 мандат)   |           |       |          |     |         |
| 1989 | Валери Жискар д’Эстен (PR) | 5 242 038 | 28,88 | 14 из 81 | ▼ 5 | RDE     |
| 1989 | Вместе с UDF (26 мандатов) |           |       |          |     |         |
| 1994 | Доминик Боди (CDS)         | 4 985 574 | 25,58 | 14 из 87 | ▬   | RDE UPE |
| 1994 | Вместе с UDF (28 мандатов) |           |       |          |     |         |
| 1999 | Николя Саркози             | 2 263 476 | 12,82 | 12 из 87 | ▼ 3 | EPP—ED  |

## Количество членов фракции ОПР в Национальном собрании
- 1978—1981 — 154 депутатов (из 491)
- 1981—1986 — 88 депутатов (из 491)
- 1986—1988 — 155 депутатов (из 577)
- 1988—1993 — 130 депутатов (из 577)
- 1993—1997 — 257 депутатов (из 577).
- 1997—2002 — 140 депутатов (из 577)

## Президенты ОПР
- 1976—1994 — Жак Ширак
- 1994—1997 — Ален Жюппе
- 1997—1999 — Филипп Сеген
- 1999 — Николя Саркози (и. о.)
- 1999—2002 — Мишель Аллио-Мари
- 2002 — Серж Лепелтьер[фр.] (и. о.)